# August Alexander Klengel
August Stephan Alexander Klengel (Dresde, 29 juin 1783 – Dresde, 22 novembre 1852) est un pianiste, organiste et compositeur allemand.
Sa sœur est la peintre Emilie Charlotte Klengel (1785–1858). Le violoncelliste Julius Klengel, est cousin par son grand-père paternel.

## Biographie
August Klengel est le fils du peintre paysagiste Johann Christian Klengel. Il reçoit à un âge précoce une formation musicale, en particulier en tant que pianiste, avec Johann Peter Milchmeyer (1750–1813). En 1803, Muzio Clementi, le plus important professeur de musique de son temps, séjourne à Dresde. Klengel devient son élève et l'accompagne également dans ses voyages jusqu'à Vienne et notamment à Prague où il devient l'ami du pédagogue et compositeur Václav Jan Tomášek. En 1805, avec le pianiste Ludwig Berger (un autre élève de Clementi et plus tard professeur de la famille Mendelssohn),  accompagnant toujours Clementi, il part  à Saint-Pétersbourg où réside un autre élèves du pianiste Italien, John Field, fixé en Russie depuis l'année passée. Clementi et Berger et Klengel se séparent : l'Italien se rendant à Londres et Berger et  Klengel s'installant dans la capitale russe jusqu'en 1811, pour donner des leçons avec succès. En 1809, Klengel décline même l'offre de son éditeur Härtel, d'être le correspondant de l’Allgemeine musikalische Zeitung, tant il a à faire.
De Saint-Pétersbourg, il déménage à Paris pour passer un an et demi, laissant passer les événements de la guerre en Italie en 1813. Au début de 1814, il donne des concerts à Rome et à Milan, où figurent quelques préludes et fugues du Clavier bien tempéré, la première mention d'un concert public de ces œuvres — alors que Bach joue un grand rôle dans la vie de Klengel : il est par exemple l'éditeur du recueil complet de Bach chez Breitkopf & Härtel et ses propres 48 canons et fugues, composé à l'évidence en son honneur, indiquent suffisamment ses affinités. Puis il rentre à Dresde, sa ville natale, passer quelque temps en famille. Cependant, l'année suivante à l'automne, il est à Londres, où il retrouve Clementi, Kalkbrenner, Ries et Cramer. C'est là qu'il reçoit commande de la Philharmonic Society d'un Quintette pour piano, violon, alto, violoncelle et contrebasse. Il reste à Londres jusqu'en 1816, rappelé à Dresde par des problèmes de santé de ses parents. 
Bien que protestant, le 1er février 1817, il est nommé compositeur et organiste de la cour royale catholique de Saxe, à Dresde, ce qui lui permet de rester au pays jusqu'à sa mort, excepté pour plusieurs voyages à Paris, Vienne, en Italie et à Bruxelles, permis par les six mois de vacances par an, à son poste et pour donner des concerts en Allemagne. Il est également actif dans le domaine pédagogique, mais peu d’information ont survécu sur cette partie de sa vie. Il est connu comme étant l'un des meilleurs pédagogues, notamment Mendelssohn qui le recommande chaudement pour un élève, au début des années 1840 : « je dois le considérer comme l'un des meilleurs professeurs que je connaisse ». Klengel est en correspondance avec beaucoup de ses collègues musiciens, par exemple François-Joseph Fétis et Robert Schumann le cite dans son journal de 1840.
Chopin rapporte que dans la conversation, Klengel est un « de qui il y a toujours quelque chose à apprendre »,.
Sa tombe se trouve au Eliasfriedhof de Dresde.

## Œuvre
Pour la postérité, sont restés notamment les deux concertos pour piano, opus 4 et 29, une Grand Polonaise concertante pour piano, flûte, clarinette et cordes, op. 35, un trio avec clavier, op. 36, une Fantaisie pour piano à quatre mains, op. 31, plusieurs sonates pour piano, opus 1, 2 et 9, ainsi que divers Rondos, Divertissements et Nocturnes. Sont parus de manière posthume, édité par Moritz Hauptmann en 1854, ses 48 Canons et Fugues dans tous les tons majeurs et mineurs pour le piano. En deux parties. Cette œuvre est inspirée par le style de Bach et de son maître Clementi, Klengel tentant une synthèse des techniques de composition traditionnelles et contemporaines, certaines pièces s'approchant de la pièce de caractère. Ainsi le numéro 9 de la deuxième partie de la collection, est un canon en trois parties indiqué Tempo di Walzer. Klengel était connu sous le surnom de « kanon-Klengel » en raison de sa maîtrise du genre.

## Partitions
August Alexander Klengel, Kanons und Fugen in allen Dur- und Molltonarten. 2 volumes. Breitkopf & Härtel, Berlin/Bruxelles/Leipzig/Londres/New York 1910. sur le site de l'Université de Rochester.

## Discographie
- Romance en la majeur op. 6 ; 6 Nocturnes op. 23 (no 5 en fa mineur) ; Fantaisie sur un thème russe op. 25 ; Air suisse avec variations op. 32, pour piano et violon° ; 3 Romances sentimentales de caractère mélancolique op. 34 ; Grand Trio concertant op. 36 - Trio Klengel : Keiko Yamaguchi°, violon ; Stefania Verità, violoncelle ; Anna Petrova-Forster, piano (30 avril, 1er/8-9 mai 2017, Toccata Classics TOCC 0417) (OCLC 1048886104) — premier enregistrement mondial.